# Westduinpark
Het Westduinpark vormt samen met de Bosjes van Poot een natuurgebied binnen de gemeentegrens van Den Haag. Samen beslaan ze 235 hectare. De twee parken worden gescheiden door de Nieboerweg, een verbindingsweg tussen Scheveningen en Den Haag-Zuidwest, waar ook tram 12 gedeeltelijk overheen rijdt. De haven van Scheveningen en het Afvoerkanaal bepalen de noordwestgrens, in het zuiden ligt de wijk Kijkduin. Verder ligt het Westduinpark tussen het strand (deels naaktstrand) en de stad: de Vogelwijk en Bohemen liggen ertegenaan, de wijk Duindorp wordt erdoor omsloten.

## Beschrijving

### Flora en fauna
Er is veel biologische variatie in het duinpark, met dichte bebossing en open vlakten, steile hellingen en uitzichtpunten die tot meer dan 30 meter boven zeeniveau uitsteken. Het park is een Europees habitatrichtlijngebied, aangemerkt als een beschermd Natura 2000-park. De grootste viervoeter die van nature in het park voorkomt is de vos; er worden echter ook veel honden uitgelaten, en er zijn voor ruiters bestemde paden. Er komen veel vogelsoorten voor, onder meer de nachtegaal.
Op de voedselarme zandgrond gedijen diverse planten. In juli en augustus kleuren de koningskaars en de teunisbloem het duingebied geel, samen met het donkerder gele jacobskruiskruid, met een blauw accent van het slangenkruid. Er zijn lage boomvormen te vinden van de witte abeel en de meidoorn, de liguster, de vlier en de duindoorn, en kleine bosjes duineiken, een type zomereik dat zich door de arme voedingsomstandigheden op een grillige manier ontwikkelt. Duineikenbossen komen vrijwel uitsluitend in Nederland voor.

### Toerisme, recreatie en bezienswaardigheden
In het gebied liggen vele fiets- en wandelpaden. Er zijn meerdere bunkers, gebouwd tijdens de Tweede Wereldoorlog als onderdeel van de Atlantikwall. De meeste zijn overdekt met zand.
Vanuit het Westduinpark zijn er meerdere opgangen naar het strand. Bij Strandslag 11 bevindt zich het strandpaviljoen Zuid en bij Strandslag 10 De Staat. Bij Strandslag 5 bevindt zich de met allerlei aangespoelde strandvondsten kleurrijk opgesierde "Jutterskeet van Ome Jan", ook wel bekend als het "Strandjuttersmuseum".
Hoogste punt van het Westduinpark is het 33 meter hoge duin, dat bekend staat als De Vulkaan. Iets zuidelijker bevindt zich het bijna even hoge duin genaamd "de Piek van Den Haag", met daarop de resten van een soortgelijke bunker. Andere hoge duinen in het Westduinpark zijn de uitzichtpunten genaamd Vogelwijk 1 en het uitzichtpunt Noord (aan de zuidkant van het park, maar aan de noordkant van Kijkduin), nabij Strandslag 4C bij Kijkduin en gelegen boven het Widerstandsnest 67, een nog intacte te bezichtigen bunker van de Atlantikwall.

### Bosjes van Poot
De Bosjes van Poot zijn genoemd naar de jachtopziener Willem Poot (1857-1932), die in dienst was van groothertogin Elisabeth van Saksen-Weimar, een kleindochter van koning Willem II, die tot de twintigste eeuw de scepter zwaaide in de Westduinen voordat het domein werd verkocht aan de gemeente Den Haag.

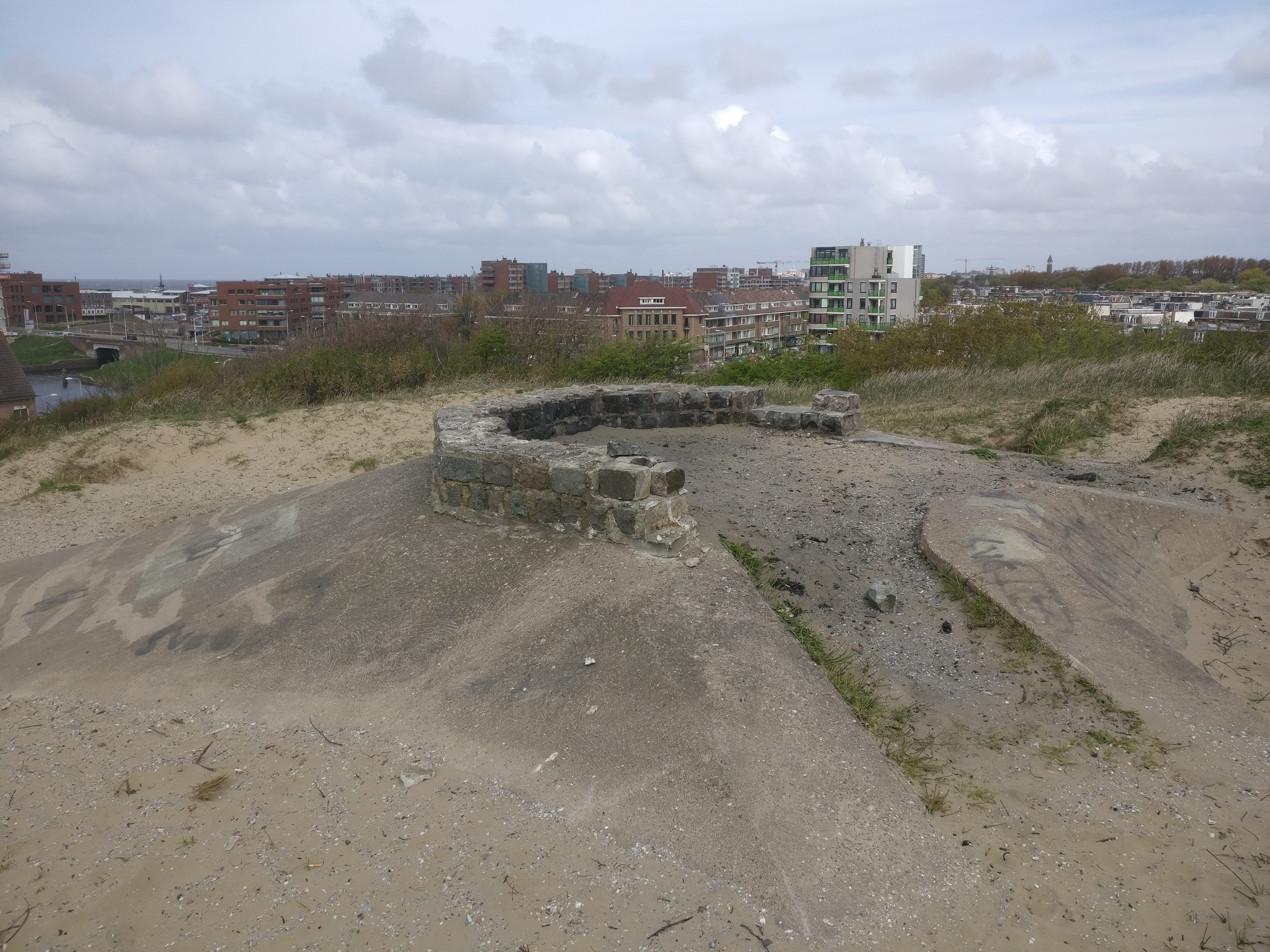
Geschutsopstelling uit de Tweede Wereldoorlog in de Bosjes van Poot

Deze Bosjes bestaan uit een duinenrijk gebied, beplant met dennen en eiken. Er komen meerstammige eiken voor op soms eeuwenoude stobben, die ontstaan zijn vóór 1910 toen het gebied werd gebruikt voor de oogst van eikenhakhout. In de oorlog werden er bunkers aangelegd en werd er puin gestort van de door de nazi's afgebroken woonwijken. Begin jaren tachtig verrees er een enkele hectaren grote waterzuiveringsinstallatie.

## Metamorfose
In 2011-2012 onderging het Westduinpark een metamorfose in het kader van Natura 2000. Bomen en struiken die er van nature niet thuishoren en veel water verbruiken, zoals esdoorn en rimpelroos, zijn deels verwijderd. Eiken en meidoorns krijgen ruimte om te groeien. Ook de wind krijgt veel meer speelruimte. De duinen zijn voor een groot deel weer stuifduinen geworden. Bij het graven en verstuiven zijn delen van bunkers zichtbaar geworden, waar soms vleermuizen in huizen. Het park is toegankelijk gebleven voor wandelaars, fietsers en ruiters, maar hun pad kan worden gekruist door Schotse hooglanders, die helpen het terrein open te houden.

## Varia
- Aan de rand van het Westduinpark bevindt zich aan de Laan van Poot de atletiekbaan van Haag Atletiek, van waaruit jarenlang ook de Laan van Poot-loop gehouden wordt, een populaire prestatieloop die meerdere malen per jaar plaatsvond.
- Door het Westduinpark voeren ook meerdere routes van de diverse afstanden van de Duinenmars, qua aantal deelnemende wandelaars een van de grootste wandelmarsen van Nederland, die sinds de jaren 50 jaarlijks in de maand april gelopen wordt. De eerste edities daarvan werden nog gelopen aan de noordkant van Den Haag, in het duingebied van Scheveningen, Meyendel en Wassenaar, maar tegenwoordig vanuit Kijkduin.

- Het gebied is bereikbaar met tramlijn 12 en buslijn 22.